# رابط الاتصال عن بعد

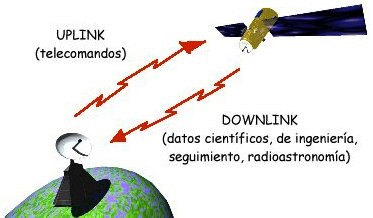

يُمثل الرابط أو الوصلة في الاتصال عن بعد قناة الاتصال التي تربط بين اثنين أو أكثر من الأجهزة. قد يكون هذا الرابط رابطا مادي فعلي أو قد يكون رابط منطقيا يَستخدم رابطا ماديا واحدا أو أكثر.
يُعتر رابط الاتصال عن بعد عموما واحدا من الأنواع العديدة لمسارات نقل المعلومات مثل المسارات التي يوفرها القمر صناعي للاتصالات والبنية التحتية للاتصالات الراديوية للأرض وشبكات الحاسوب لربط نقطتين أو أكثر.
يُستخدم مصطلح الرابط أو الوصلة على نطاق واسع في الشبكات الحاسوبية (انظر رابط البيانات) للإشارة إلى مرافق الاتصالات التي تربط عقد الشبكة. وعندما يكون الرابط منطقي، ينبغي دائما تحديد نوع الرابط المادي (مثل رابط البيانات والوصلة الصاعدة والوصلة الهابطة ووصلة الألياف البصرية والوصلة من نقطة إلى نقطة وما إلى ذلك - انظر لاحقا)

## الأنواع

### رابط من نقطة لنقطة
(الاتصالات)
الرابط من نقطة إلى نقطة هو رابط (وصلة) مخصص يربط بين اثنين من مرافق الاتصالات بالضبط (مثل عقدتين من الشبكة، ومحطة اتصال داخلي عند مدخل مع محطة داخلية واحدة، ومسار راديوي بين نقطتين، وما إلى ذلك).

### البث
يقوم الرابط الإذاعي بالربط بين عقدتين أو أكثر ويدعم الإرسال الإذاعي، حيث يمكن لعقدة واحدة أن تنقل بحيث يمكن لجميع العقد الأخرى أن تستقبل نفس الإرسال. ويُعتبر إيثرنت مثال على ذلك.

### متعدد النقاط
يعرف أيضا باسم الرابط متعدد السقوط، ويقوم الرابط المتعدد النقاط بوصل عقدتين أو أكثر. ويعرف أيضا باسم شبكات الطوبولوجيا العامة، وتشمل هذه الروابط أسلوب النقل اللاتزامني وتبديل الأطر، وكذلك حزمة بروتوكولات X25 عند استخدامها كروابط لبروتوكول طبقة الشبكة مثل بروتوكول الإنترنت.
على عكس رابط البث، لا توجد آلية لإرسال رسالة واحدة بكفاءة إلى جميع العقد الأخرى دون نسخ وإعادة إرسال الرسالة.

### من نقطة إلى عدة نقاط
الرابط من نقطة إلى عدة نقاط هو نوع محدد من الروابط متعددة النقاط التي تتكون من نقطة نهاية اتصال مركزية متصلة بمجموعات نقط طرفية متعددة. حيث أن أي إرسال للبيانات ينشأ من النقطة المركزية يتم استلامه من قبل جميع النقاط الطرفية، في حين أن أي إرسال للبيانات ينشأ في أي من النقاط الطرفية يتم استقباله من قبل النقطة المركزية.

### إمكانية الدخول والملكية الخاصة والعامة
غالبا ما يشار إلى الروابط بشروط تشير إلى ملكية الرابط و / أو إمكانية الوصول إليه.
- الرابط الخاص عبارة عن رابط يمتلكه كيان محدد أو رابط لا يمكن الوصول إليه إلا بواسطة كيان محدد.
- الرابط العام مثل الرابط الذي يستخدم شبكة الهاتف العمومية أو غيرها من المرافق العامة أو الكيانات العامة لتوفير الرابط والتي يمكن أيضا لأي شخص الوصول إليها.

## الاتجاه

### الصاعد
- وفيما يتعلق بخدمة الاتصالات الراديوية، فإن الرابط الصاعد هو جزء من رباط تغذية يُستخدم لإرسال إشارات من محطة أرضية إلى محطة راديوية فضائية أو نظام راديوي فضائي أو محطة منصة علوية شاهقة.
- فيما يتعلق بالنظام العالمي للإتصالات المتنقلة
- فيما يتعلق بشبكات الحواسيب، فإن الرابط الصاعد هو رابط من معدات اتصالات البيانات باتجاه العمود الفقري للشبكة. ويُعرف هذا أيضا باسم اتصال المنبع.

### الهابط
- فيما يتعلق بخدمة الاتصالات الراديوية، فإن الرابط الهابط هو جزء من رابط التغذية، يُستخدم لإرسال الإشارات من محطة راديوية فضائية أو نظام راديوي فضائي أو محطة منصة علوية شاهقة إلى محطة أرضية.
- في سياق الاتصالات عبر القمر الصناعي، يكون الرابط الهابط هو الوصلة من القمر الصناعي إلى المحطة الأرضية.
- فيما يتعلق بالشبكات الخلوية، فإن الوصلة الهابطة الراديوية هي مسار الإرسال من موقع الخلية إلى الهاتف الخلوي. ويمكن أيضا تحديد تدفقات الحركة والتنبؤ في النظام الفرعي للمحطة القاعدة والنظام الفرعي لتحويل الشبكة على أنها الوصلة الصاعدة والوصلة الهابطة.
- فيما يتعلق بشبكات الحواسيب، فإن الرابط الهابط هو الوصلة من معدات اتصالات البيانات باتجاه معدات البينات الطرفية. ويعرف هذا أيضا باسم اتصال المصب.

### أمامي
الرابط الأمامي هو الوصلة من موقع ثابت (مثل محطة قاعدة) إلى مستعمل متنقل.

### العكسي
الرابط العكسي
(الذي يطلق عليه أحيانا قناة العودة) هو الوصلة من مستخدم متنقل إلى محطة قاعدة ثابتة.